# Charles-Hubert Gervais
Charles-Hubert Gervais (París, 19 de febrer de 1671 - 14 de gener de 1744) fou un compositor francès del Barroc.
Gaudí de certa anomenada durant l'època de Lluís XIV, del que en fou músic de cambra, i va escriure diverses òperes i un considerable nombre de motets, 45 dels quals es conserven en la Biblioteca Nacional de París.

## Òperes
- Idille sur le retour du duc de Chartres, (1692)
- Méduse (tragédie en musique, (1697)
- Divertissement de Fontainebleau, (1698, atribuïda a 'Gervais)
- Hypermnestre (tragédie en musique, (1716)
- Les amours de Protée, (òpera-ballet, 1720)
- Divertissement de Villers-Cotterêts, (1722)